# پناهگاه حیات‌وحش هوای خا خانگ
پناهگاه حیات‌وحش هوای خا خانگ (انگلیسی: Huai Kha Khaeng Wildlife Sanctuary) در استان یوتای تانی و استان تاک، تایلند واقع شده است. این پارک در سال ۱۹۷۴ تأسیس شده و بخشی از بزرگ‌ترین مجموعه جنگل حاره‌ای موسمی سالم در هندوچین به‌شمار می‌آید. این پناهگاه همراه با پناهگاه حیات وحش سونگایایی در سال ۱۹۹۱ توسط سازمان ملل متحد به عنوان میراث جهانی اعلام شد. مجموعاً این دو پناهگاه ۶۲۲٬۲۰۰ هکتار مساحت دارند. تا تاریخ ۲۰۱۴ هنوز جمعیت‌های قابل توجهی از پستانداران بزرگ در این پناهگاه وجود داشتند، از جمله گیبون‌ها، خرس‌ها، فیل‌ها و ببر هندوچین، اگرچه مانند تمام سایت‌های دیگر در جنوب شرق آسیا، برخی از گونه‌ها (مانند کرگدن‌ها) ناپدید شده یا دچار کاهش شدید جمعیت شده‌اند.

## تاریخ
پس از تأسیس پناهگاه حیات وحش در ۴ سپتامبر ۱۹۷۲، این منطقه مساحتی به اندازه ۱٬۰۱۹٬۳۷۵ رای داشت ~ ۱٬۶۳۱ کیلومتر مربع (۶۳۰ مایل مربع). سپس این پناهگاه حیات وحش دو بار گسترش یافت، اولین بار در ۲۱ مه ۱۹۸۶ به مساحت ۱٬۶۰۹٬۱۵۰ رای ~ ۲٬۵۷۴ کیلومتر مربع (۹۹۴ مایل مربع) که افزایش ۵۸۹٬۷۷۵ رای ~ ۹۴۳ کیلومتر مربع (۳۶۴ مایل مربع) بود و دومین بار در ۳۰ دسامبر ۱۹۹۲ به مساحت ۱٬۷۳۷٬۵۸۷ رای ~ ۲٬۷۸۰ کیلومتر مربع (۱٬۰۷۰ مایل مربع) که افزایش ۷۱۸٬۲۱۲ رای ~ ۱٬۱۴۹ کیلومتر مربع (۴۴۴ مایل مربع) بود. تا سال ۱۹۷۶ در این پناهگاه حیات وحش روستاهایی از مردم کارن وجود داشت. امروزه هیچ جمعیت انسانی شناخته‌شده‌ای در این منطقه سکونت ندارند. برخی از روستاهای کارن در سال ۱۹۷۶ از منطقه جنوبی‌ترین بخش به منطقه بان رای در جنوب شرق منتقل شدند. یک روستای مردم همونگ در غرب پس از سال ۱۹۸۶ جابجا شد.

## حیات وحش
تنوع زیادی از حیوانات و گیاهان در این پناهگاه حیات وحش یافت می‌شود که در هیچ جای دیگر وجود ندارد، با گونه‌هایی همچون گونه‌های سینو-هیمالایایی، ایندو-برمه‌ای، سوندالند و ایندو-چینی که در این پناهگاه زندگی می‌کنند. گونه‌های موجود در این پناهگاه معمولاً کمیاب، در معرض خطر یا محلی هستند. تقریباً یک‌سوم از پستانداران جنوب شرق آسیا در این پناهگاه حیات وحش به‌خوبی زندگی می‌کنند. این پناهگاه مسئول حفاظت از سه گونه از جانوران ملی ذخیره‌شده تایلند است: گاومیش وحشی (گاومیش وحشی)، سراب سرز قاره‌ای (Capricornis sumatraensis)، و گوزن خوکی هندی (گوزن خوکی هندی). بسیاری از گونه‌های پرندگان، خزندگان و دوزیستان نیز گزارش شده‌اند. ۳۵۵ گونه پرنده در این پناهگاه مشاهده شده‌اند که بسیاری از این گونه‌ها اکنون در تایلند نادر و برخی در معرض خطر انقراض هستند. در حال حاضر ۹۰ ببر هندوچین در این پناهگاه وجود دارند.